# Inventarbeitrag
Der Inventarbeitrag war in der DDR eine Vorleistung beim Eintritt in die LPG von den Mitgliedern, die Boden und/oder Grund- und Umlaufmittel (in der Regel Vieh, Maschinen, Futtermittel und Saatgut) einbrachten, die zum Beginn und zur Fortführung des Reproduktionsprozesses in der Genossenschaft erforderlich waren.
Der Inventarbeitrag umfasste den Anfangsbestand an Produktionsmitteln bzw. finanziellen Mitteln, die für die Entwicklung der genossenschaftlichen Produktion in den LPG vom Typ III (landwirtschaftliche Produktionsgenossenschaft) erforderlich waren. Die von den Genossenschaftmitgliedern eingebrachten Grundmittel, Produktionsvorräte, Tiere und Materialien waren die Grundlage der Grund- und Umlauffonds.
In der ersten Zeit des Bestehens der Genossenschaft stellten sie den Hauptanteil der LPG-eigenen Grund- und Umlaufmittel dar. Die Höhe des Inventarbeitrages wurde von der Mitgliederversammlung festgelegt und im Statut der Genossenschaft verankert. Er betrug je Hektar Landwirtschaftliche Nutzfläche (LN) mindestens 500 Mark (DDR), je Hektar Wald mindestens 800 Mark.
Für die genossenschaftliche Produktion brauchbare Wirtschaftsgebäude konnten als Inventarbeitrag angerechnet werden. Ein naturalmäßig nicht erbrachter Inventarbeitrag musste finanziell abgegolten werden. Die einzubringenden Grund- und Umlaufmittel wurden von einer Kommission geschätzt und protokollarisch festgehalten. Der Inventarbeitrag wurde in der Grundmittel- und Finanzrechnung der Genossenschaften erfasst und im Jahresabschlussbericht im Rahmen der Bilanz statistisch nachgewiesen.
Zu unterscheiden war zwischen dem „Pflichtinventarbeitrag“, den jedes landeinbringende Mitglied und Genossenschaftsbauer, der Bodenanteile erhielt, zu leisten hatte, und dem „zusätzlichen Inventarbeitrag“ d. h. die positive Differenz zwischen Pflichtinventarbeitrag und dem tatsächlichen Wert der eingebrachten Produktionsmittel. Der zusätzliche Inventarbeitrag wurde aus den genossenschaftlichen Einkünften im Verlauf der Jahre an das betreffende Genossenschaftsmitglied zurückgezahlt.

## Vermögensauseinandersetzung in der LPG
Nach der Wende erhielten die LPGen die Freiheit, sich aufzulösen. Das Landwirtschaftsanpassungsgesetz (LwAnpG) 29. Juni 1990 (GBl. I S. 642) regelte hierbei die Vermögensauseinandersetzung. Gemäß § 44 Abs. 1 waren die Inventarbeiträge der zentrale Maßstab für die Verteilung des Eigenkapitals der LPG bei Auflösung.
Als erstes war der Wert der Inventarbeiträge, die in Form von Sach- oder Geldleistungen eingebracht worden sind sowie der Wert des Feldinventars abzüglich aller Rückzahlungen auszuzahlen. Reichte das Eigenkapital hierzu nicht aus, kürzten sich alle Rückzahlungsforderungen anteilig.
Blieb noch freies Eigenkapital übrig so war als zweite Priorität eine Verzinsung der Inventarbeiträge vorzunehmen. In Ansatz kamen 2 Deutsche Mark je Bodenpunkt pro Jahr und Hektar und für die Nutzung der Inventarbeiträge 3 % Zinsen pro Jahr.
Weiteres Eigenkapital wurde zur Hälfte an die Mitglieder entsprechend der Dauer ihrer Tätigkeit in der LPG ausgezahlt.